# Donaldson (entreprise)
Pour les articles homonymes, voir Donaldson.
Donaldson est un équipementier automobile américain spécialisé dans les filtres à air et à huile. Il est basé à Bloomington dans le Minnesota.